# Danuta Lato
Pour les articles homonymes, voir Lato.
Danuta Lato, nom de scène de Danuta Irzyk (née le 25 novembre 1963 à Szufnarowa) est une chanteuse, actrice et mannequin polonaise.

## Biographie
Elle étudie et devient enseignante de maternelle de sa commune de naissance. Elle se marie à 20 ans, mais divorce après seulement une semaine de mariage ; c'est le premier divorce de l'histoire du village. Sa fille Laura naît l'année suivante. Elle est découverte à l'âge de 21 ans dans une rue de Wrocław par un Allemand et décide d'immigrer avec lui.
Sa première série de photos paraît dans le numéro d'octobre 1984 du Penthouse allemand, ce qui lui lance une carrière de mannequin seins nus avec des publications dans toute l'Europe. En quelques années, elle prend part à plus de deux cents séances. Elle se termine en 1989. Pendant cette période, elle tient quelques figurations dans des productions audiovisuelles allemandes, notamment dans des rôles érotiques ; elle refuse d'aller dans la pornographie.
Suivant l'Italienne Sabrina Salerno et la Britannique Samantha Fox, le producteur espagnol Luis Rodríguez lui donne une carrière de chanteuse à la fin des années 1980. La chanson disco composée par Dieter Bohlen Touch my heart de 1987 est publiée sous forme de Picture-disc par l'éditeur de musique ZYX-Records, il est numéro 1 des ventes en Espagne et en Pologne. En Espagne, d'autres productions musicales suivent avec l'éditeur barcelonais de musique DIVUCSA, ainsi la chanson disco For your Love figure également dans le top dix espagnol. Danuta Lato fait de nombreuses apparitions à la télévision à Barcelone, Madrid et La Corogne. Elle est invitée à plusieurs reprises à TVE Madrid pour l'émission télévisée La Bola de Cristal présentée par Javier Gurruchaga. À cette époque, elle est présente dans la presse tabloïd espagnole, apparît également dans le Playboy espagnol et Lui en tant que cover girl et même les quotidiens El País, Diario 16 et Última Hora lui consacrent des articles.
Un album réunissant les trois chanteuses à la forte poitrine, Hot Girls-Danuta-Sabrina-Samantha, sort chez l'éditeur de musique Divucsa. En Allemagne, cependant, elle n'obtient aucun succès notable. En 1990, elle est brièvement présentée dans ZDF-Hitparade, dans la première émission animée par Uwe Hübner.
Au début des années 1990, Danuta se retire d'une carrière publique. Elle fait un second mariage, a une autre fille puis divorce. Elle suit une formation dans la rééducation à la clinique universitaire d'Erlangen et travaille de manière indépendante en rééducation à Bamberg.

## Discographie
Singles
- 1987 : Touch My Heart / I Need You (ZYX)
- 1989 : Whenever You Go / Nobody's Woman (ZYX)

Compilation
- 1989 : Hot Girls

## Filmographie
Télévision
- 1988–1991 : W labiryncie (trois épisodes)
- 1990 : Das Erbe der Guldenburgs (épisode Das verwunschene Schloss)
- 1997 : Un cas pour deux (épisode Tous pour un)

Cinéma
- 1985 : Drei und eine halbe Portion
- 1986 : Total bescheuert
- 1987 : Nipagesh Basivuv
- 1987 : Nipagesh Bachof
- 1988 : Felix
- 1989 : Beim nächsten Mann wird alles anders
- 1989 : Busen 2
- 1990 : Soldat de fortune de Pierluigi Ciriaci : Lucy
- 1990 : Neshika Bametzach
- 1991 : Pommes Rot-Weiß

## Source de la traduction
- (de) Cet article est partiellement ou en totalité issu de l’article de Wikipédia en allemand intitulé « Danuta Lato » (voir la liste des auteurs).